# Breutelia kilimandscharica
Breutelia kilimandscharica är en bladmossart som beskrevs av Jean Édouard Gabriel Narcisse Paris 1894. Breutelia kilimandscharica ingår i släktet gullhårsmossor, och familjen Bartramiaceae. Inga underarter finns listade i Catalogue of Life.